# Wacław Krupowicz
Wacław Krupowicz (21 września 1883 w Lublinie, zm. 23 lutego 1955 w Poznaniu) – pułkownik piechoty Wojska Polskiego.

## Życiorys
Urodził się 21 września 1883 roku w Lublinie. W 1909 roku w stopniu porucznika pełnił służbę w 13 Erywańskim Pułku Lejb Grenadierów Cara Michaiła Fieodorowicza w Manglisi, w guberni tyfliskiej. Od września 1917 roku dowodził 12 Pułkiem Strzelców Polskich.
14 stycznia 1919 roku został przyjęty do Wojska Polskiego z zatwierdzeniem posiadanego stopnia pułkownika i zaliczony do Rezerwy oficerów WP. Od 25 maja do 10 lipca 1920 roku dowodził I Brygadą Rezerwową. 8 sierpnia 1920 roku został wyznaczony na stanowisko sztabowego oficera inspekcyjnego piechoty przy Dowództwie Okręgu Generalnego „Warszawa”.
Od maja do 15 grudnia 1921 roku pełnił służbę na stanowisku komendanta Centralnej Szkoły Podoficerów Piechoty Nr 1 w Chełmnie, a jego oddziałem macierzystym był 57 pułk piechoty wielkopolskiej w Poznaniu. 3 maja 1922 roku został zweryfikowany w stopniu pułkownika ze starszeństwem z dniem 1 czerwca 1919 roku i 79. lokatą w korpusie oficerów piechoty. W 1923 roku był zastępcą komendanta Obozu Warownego „Poznań”, pozostając oficerem nadetatowym 58 pułku piechoty w Poznaniu. 25 października 1926 roku został zatwierdzony na stanowisku komendanta miasta Poznania. W 1928 roku był sklasyfikowany na liście starszeństwa oficerów piechoty z 1. lokatą. 14 lutego 1929 roku został zwolniony ze stanowiska komendanta placu Poznań i pozostawiony bez przynależności służbowej z równoczesnym oddaniem do dyspozycji dowódcy Okręgu Korpusu Nr VII. Z dniem 30 czerwca 1929 roku został przeniesiony w stan spoczynku. 
W 1934 roku pozostawał w ewidencji Powiatowej Komendy Uzupełnień Poznań Miasto. Posiadał przydział do Oficerskiej Kadry Okręgowej Nr VII. Był wówczas „przewidziany do użycia w czasie wojny”. W 1938 roku pełnił funkcję pierwszego wiceprezesa Głównego Zarządu Wielkopolskiego Związku Pszczelarzy w Poznaniu.
Zmarł 23 lutego 1955 roku w Poznaniu. Pochowany na Cmentarzu Junikowo w Poznaniu (pole 7 kwatera 1-13-174).

## Ordery i odznaczenia
- Krzyż Walecznych
- Złoty Krzyż Zasługi (7 czerwca 1939)[17]
- Medal Zwycięstwa („Médaille Interalliée”) – 1925[18]